# Gareth Thomas
Gareth Thomas (Ogwar, 25 de julho de 1974), conhecido por "Alfie", é um ex-jogador profissional de rugby galês, passando tanto pelo rugby union quanto pelo rugby league. Jogava como ponta, centro e, ultimamente, como fullback. Quando já era uma lenda do rugby, ficou ainda mais marcado como o primeiro atleta abertamente homossexual em atividade neste esporte, após revelação feita ao fim da carreira.

## Carreira no rugby union
Thomas foi capitão da seleção galesa de rugby union, alcançando 100 internacionalizações ao serviço dos Dragons, e também foi capitão dos British and Irish Lions. É considerado uma lenda do rugby galês. Tornou-se em 2007 o jogador que mais defendeu Gales no rugby union, ultrapassando contra a Austrália as 92 partidas de Gareth Llewellyn; contra Fiji, tornou-se o primeiro a realizar o centésimo jogo pela seleção, recorde ainda seu.
Ele também chegou a deter a marca de maior marcador de tries da seleção (fez quarenta), sendo posteriormente ultrapassado em 2008 por Shane Williams. Na lista mundial, dentre todas as seleções, Thomas é o nono neste aspecto. É também um dos sete galeses que conseguiram realizar quatro em uma única partida (contra a Itália, em 1999), e o galês de carreira mais longe nas Copas do Mundo de Rugby, com 14 jogos em quatro edições, durante doze anos.
Ele estreou por Gales em 1995, marcando já na primeira partida três tries. Dez anos depois, em 2005, ano em que esteve nos British and Irish Lions, Thomas conseguiu seu maior momento com a seleção galesa, ali campeã pela primeira vez do novo Seis Nações,  e também seu maior sucesso a nível de clubes, ao vencer a Heineken Cup (principal torneio interclubes do hemisfério norte) com a equipe francesa do Stade Toulousain.

## A homossexualidade
Ele, porém, ficaria ainda mais marcado ao admitir sua homossexualidade, em 2009. A confirmação pública de Thomas de sua sexualidade fez dele o primeiro profissional jogador de rugby homossexual assumido ainda em atividade. Thomas afirmou que tomou a decisão de tornar pública sua orientação sexual para incentivar outros atletas a fazer o mesmo. Anteriormente, ele evitava falar sobre o assunto, inclusive o descartando de sua autobiografia, Alfie, publicada no verão europeu de 2006, época em que se separou da esposa. Em novembro do mesmo ano, faria a revelação, restrita e emocionadamente, a dois de seus companheiros de time, ainda temeroso de que fosse rejeitado.
Apoiado pelos colegas, pela ex-mulher e pela família, porém, ele ainda manteve sua real personalidade em segredo por um tempo: "Era homem demais para aceitar um chá, e andava sempre metido em rixas e agressões porque não queria que me descobrissem. Cheguei a inventar façanhas sexuais", afirmou, declarando que também pensou no suicídio.
| “ | Espero que o meu exemplo faça diferença para todos os que estão numa situação parecida que a minha. Eu era como uma bomba-relógio. Pensei que podia reprimir esse sentimento, mantê-lo fechado em algum canto escuro dentro de mim, mas foi impossível. Não podia ignorar mais quem eu realmente era. | ” |

Em Dezembro de 2009, Thomas foi o mais votado para a lista dos 101 gays mais influentes do Reino Unido em 2010 e recebeu o prémio Stonewall "Herói do Ano" em Outubro de 2010. Thomas apoia a Childline e é co-fundador da Distinct Management.

## Além do rugby union
Ao fim da carreira e já após publicamente reconhecer-se gay, em março de 2010 passou brevemente pelo código rugby league, inclusive defendendo em quatro partidas também a seleção galesa desta modalidade. A nível de clubes, ele defendeu o Celtic Crusaders, que era o representante galês no Super League, o campeonato inglês deste esporte.
Ainda em 2010, começaram rumores sobre a realização de um filme sobre a sua vida, com o ator Mickey Rourke sendo cotado para interpretá-lo e inclusive encontrando-se com Thomas para conversas sobre a produção; em 2012, foi anunciado que o papel ficaria com Arnold Schwarzenegger. Antes, em 2011, Thomas foi um dos rugbiers convidados para o casamento do Príncipe William com Catherine Middleton (William, Príncipe de Gales, é vice-patrono da União Galesa de Rugby).